# Старий Жедник
Старий Жедник (серб. Стари Жедник) — село в Сербії, належить до общини Суботиця Північно-Бацького округу в багатоетнічному, автономному краю Воєводина.

## Населення
Населення села становить 2262 особи (2002, перепис), з них:
- хорвати — 727 — 32,60%;
- мадяри — 567 — 25,42%;
- бунєвці — 327 — 14,66%;
- серби — 248 — 11,12%;

Решту жителів  — з різних етносів, зокрема: чорногорці, румуни, німці і кілька русинів-українців.